# Malaysia Valke
Malaysia Valke es un equipo profesional de rugby de Malasia que participan en el Global Rapid Rugby, el torneo de la región Asia-Pacífico.
El nombre Valke hace referencia al Halcón en Afrikáans.

## Historia
Fue fundada en 2019 luego de la asociación entre la Federación de Malasia y el equipo de Valke de Sudáfrica con la finalidad de participar en la competencia de rugby de la región Asia-Pacífico y de paso formar mejores jugadores para el seleccionado de Malasia.
En la temporada 2020, la primera en formato liga de la competición, en el primer partido fue derrotado por el elenco de Western Force por un marcador de 14 a 51 en Perth, luego de este partido el campeonato fue cancelado debido a la Pandemia de COVID-19 y la imposibilidad de realizar viajes internacionales.